# Philipp Nicolai
Philipp Nicolai (Mengeringhausen, Hesse, 10 d'agost de 1556 - Hamburg, 26 d'octubre de 1608), teòleg alemany, pastor luterà, poeta i reconegut compositor d'himnes (textos). Dos d'ells famosos: "Wachet auf, ruft uns die Stimme" i "Wie schön leuchtet der Morgenstern".

## Biografia
Era fill d'un pastor luterà. Va estudiar teologia a les universitats d'Erfurt i Wittenberg (1575-1579), i va arribar a ser pastor de confessió luterana. Era una època de guerres religioses a Europa, i diverses vegades va haver de fugir i ocultar-se en la seva congregació. Era escriptor teològic i defensor de la teologia luterana, per això s'oposava als calvinistes. En 1588 va ser triat pastor en Altwildungen, en 1596 en Unna, Westfàlia, i en 1601 a Hamburg.
Mentre exercia com a pastor a Westfàlia, a la fi de 1597 la plaga va infectar a 1.300 dels seus feligresos i per confortar-los, va escriure una sèrie de meditacions conegudes com a Freudenspiegel que han arribat a ser molt famoses.